# 大津野村
大津野村（おおつのむら）は、広島県深安郡にあった村。現在の福山市の一部にあたる。

## 地理
- 海洋：大門湾[3]（瀬戸内海）
- 河川：芦田川[3]

## 歴史
- 1889年（明治22年）4月1日、町村制の施行により、深津郡津之下村、大門村、野々浜村が合併して村制施行し、大津野村が発足[1][2]。旧村名を継承した津之下、大門、野々浜の3大字を編成[2]。
- 1898年（明治31年）10月1日、郡の統合により深安郡に所属[1][2]。
- 1955年（昭和30年）3月31日、深安郡坪生村、春日村と合併し、町制施行し深安町を新設して廃止された[1][2]。

### 地名の由来
合併村名の各一文字を組み合わせたもの。

## 産業
- 農業[2]

## 交通

### 鉄道
- 1891年（明治24年）山陽鉄道（現山陽本線）開通し、1897年（明治30年）大門駅を開設[2]。

## 海軍
- 福山海軍航空隊[2]